# Orolik
Orolik is een plaats in de gemeente Stari Jankovci in de Kroatische provincie Vukovar-Srijem. De plaats telt 578 inwoners (2001).

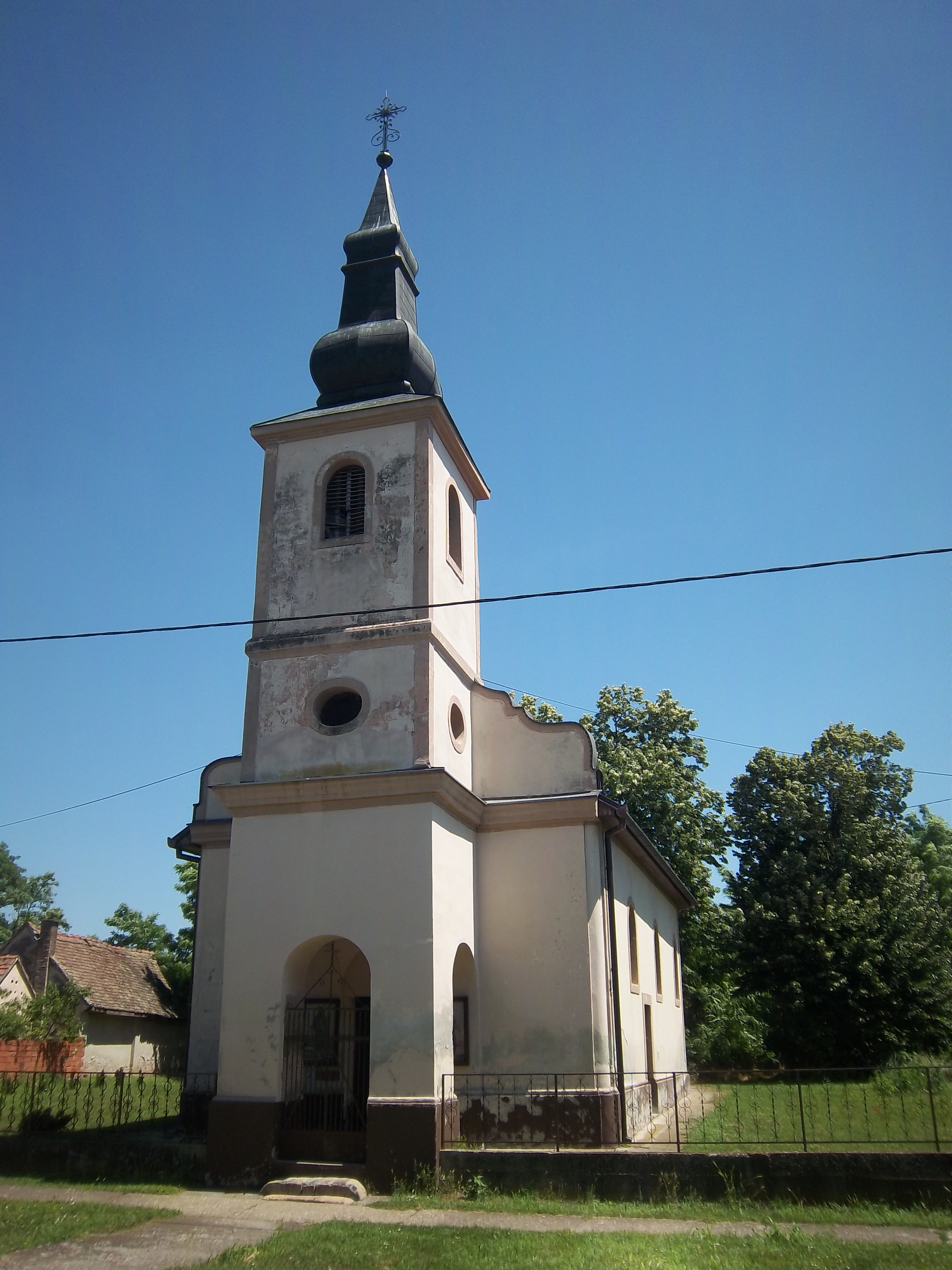
Kerk